# ياسمين لوكاس
ياسمين لوكاس (بالبرتغالية: Laís‏) هي كاتبة غنائية ومغنية وملحنة برازيلية، ولدت في 16 ديسمبر 1990 في كويابا في البرازيل.

## وصلات خارجية
- الموقع الرسمي
- ياسمين لوكاس على موقع ميوزك برينز (الإنجليزية)
- ياسمين لوكاس على موقع ديسكوغز (الإنجليزية)